# 奧托

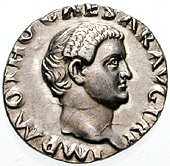
印有奧托側面像的羅馬帝國銀幣（上頭字樣為 IMP.M.OTHO.CAESAR.AVG.）

瑪爾庫斯·撒爾維烏斯·奧托（拉丁語：Marcus Salvius Otho；32年4月28日—69年4月16日），羅馬帝國的皇帝之一。皇帝尼祿被迫自殺後，在四帝之年（69年）中的第二位皇帝。奧托殺害了伽爾巴之後，成為羅馬皇帝，不過隨即因內戰戰敗而自殺。

## 生平

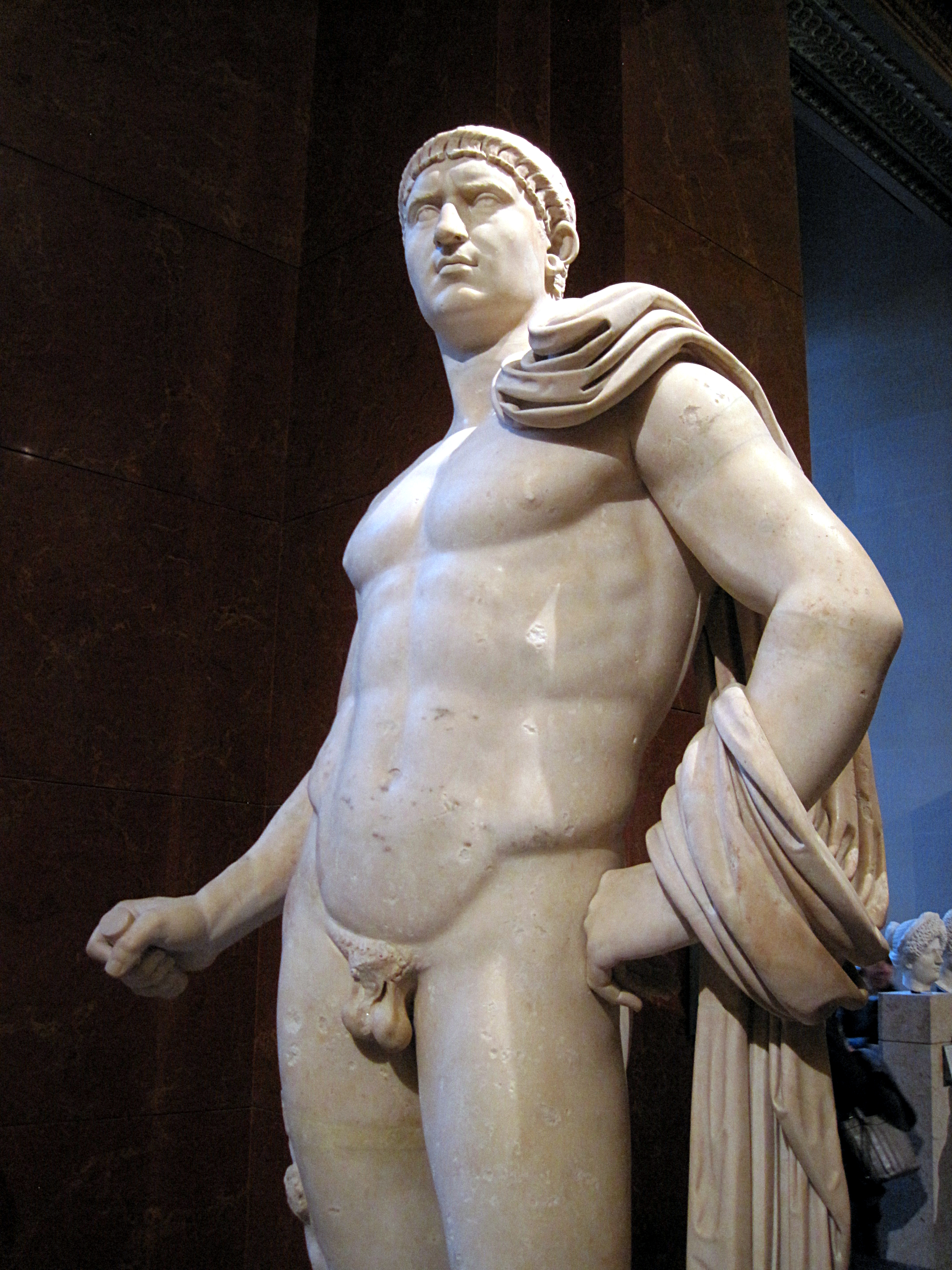
奥托皇帝雕像。巴黎卢浮宫

奧托的父親魯基烏斯·奧托是羅馬的「騎士階級」，並且由於在皇帝克勞狄烏斯當政期間破獲了一項陰謀，於是魯基烏斯受到皇帝的信賴，其子便與皇帝尼祿一起成長。
尼祿繼任為皇帝之後，奧托是陪同皇帝享樂的寵臣之一；古羅馬史學家「蘇埃托尼烏斯」在《十二凱撒傳》裡，認為奧托曾經參與了尼祿的弒母過程。奧托勾引了有夫之婦，美豔的波培婭·薩賓娜，不久與波培婭結婚，在此之前波培婭·薩賓娜曾和前夫生下一個男孩。後來奧托刻意安排自己的妻子與尼祿幽會，希望藉此更穩固他在宮中的地位。然而尼祿卻想要獨自占有波培婭，於是便將奧托派到路西塔尼亞（現在的葡萄牙）擔任行政長官，之後波培婭·薩賓娜懷孕，生下一個女孩，但這個女孩才出生三個月，就夭折了。后来波培娅再怀孕时，因为被发脾气的尼禄踢到而死。
奧托到路西塔尼亞就任之後，完全一改過去在首都羅馬的放蕩行為，成為刻苦律己、頗有地方政績的長官。68年六月，近西班牙行省總督伽爾巴起兵反抗尼祿，奧托立刻響應伽爾巴。尼祿自殺，同年十月，伽爾巴進入羅馬城，成為新的帝國皇帝。奧托陪伴著伽爾巴進城，為他處理各方面的事務，謀求各方的和諧，甚至於用自己的財產，給城內部兵中隊每位士兵100塞斯特爾提烏斯的金幣。
伽爾巴皇帝此時已經72歲，沒有子嗣，奧托寄望他將自己過繼成為養子。但後來（69年一月）伽爾巴卻選立望族之後「批索·里奇尼亞努斯」為自己的繼承人，奧托希望落空，決定謀害伽爾巴。五天之後，奧托鼓動近衛軍與遭到伽爾巴遣散的部隊，在羅馬發動暴動。伽爾巴趕赴市集廣場演說時，在混亂中遭到殺害。奧托在軍營中被擁立為皇帝，不久就受到元老院的承認。奧托登基後，恢復了尼祿的名譽，並為過世的前妻波培婭立了胸像。
69年初，日耳曼軍團統帥維提里烏斯並不服從伽爾巴的地位，準備進軍義大利。奧托即位，便派遣元老院使者通知日耳曼，希望雙方以和平方式解決。有的史料記載，奧托願意收維提里烏斯為他的女婿，兩人共治帝國；但有的史料卻說到，奧托給維提里烏斯金錢、榮耀和優渥的退休生活，而維提里烏斯也回以同樣的條件，最後雙方不歡而散。總體局勢演變，戰爭已經無法避免。維提里烏斯的將領凱奇納已經率兵翻越阿爾卑斯山，來到北義的波河平原。
奧托發動忠於自己的軍團，向北與敵人在貝德里亞庫姆發生接觸，奧托本人則在布里克塞路姆等待前方的軍情。戰爭開始之前，奧托聽到了謠言，以為敵軍已經叛離了維提里烏斯，於是便親自到了前線，向日耳曼軍團喊話。但敵方心情並未動搖，並且展開了進攻。奧托一方未料到這突如其來的攻擊，以致於大敗而歸。奧托回到羅馬城，交代了後事之後，便在皇宮寢室裡，以刀刺入自己的心臟，自殺身亡。奧托死時36歲，以皇帝身份統治了91天。

### 後人評價
關於奧托的後世评價，蘇埃托尼烏斯與塔西佗都認為，他在前半生的生活是相當放蕩與卑鄙的；但在他被貶謫到路西塔尼亞之後就變了一個人，尤其是他最後決定自殺，塔西佗認為他是「可以不死，但為了帝國的和平而從容就義」，特別大大地讚揚了一番。